# Il sangue dell'azteco
Il sangue dell'azteco è un romanzo storico, terzo capitolo della serie scritta da Gary Jennings sulla civiltà azteca, pubblicato dai suoi eredi nel 2001 dopo la morte dell'autore avvenuta nel 1999. Trattasi, notoriamente, di un'opera alla cui stesura finale ha collaborato Junius Podrug.

## Trama
Il terzo volume della saga dedicata al popolo azteco racconta le vicende di Cristobal, un lepero costretto a fuggire dalla Hacienda di don Francisco Perez con un prete, frate Antonio. Insieme a lui arriva a vivere a Veracruz, la città della Vera Croce fondata da Hernán Cortés; qui Cristobal impara dal prete il latino, il greco e legge gli autori più importanti dell'epoca come Cervantes. Quando dei sicari uccidono frate Antonio, Cristobal è costretto a fuggire da loro ma viene miracolosamente salvato da una nobildonna spagnola. Accusato dell'assassinio del prete, deve fuggire da Veracruz e lungo il cammino conosce un vecchio sciamano che lo inizia alle antiche arti dei suoi padri aztechi; conosce anche il picaro Mateo e con lui rischia l'impiccagione per essere rimasto coinvolto nel furto di un antico tesoro azteco.
La sua vita subisce la svolta decisiva quando entra al servizio di Don Julio, un nobile spagnolo che decide di prenderlo sotto la sua ala protettrice e di educarlo come un vero hidalgo. Conosce così la nobildonna che lo aveva salvato ai tempi di Veracruz e se ne innamora. I tradimenti e gli intrighi della moglie di Don Julio capovolgono la sua situazione ma gli permettono di scoprire la verità sulle sue origini. Cristobal scopre infatti di essere il figlio legittimo di un marchese e fratello del promesso sposo della sua amata.
Alla morte di Don Julio Cristobal finisce in prigione, ma con l'aiuto di Mateo riesce a fuggire di prigione, e a sostituirsi al perfido fratello e grazie alla sua amata è in grado di rientrare in società sotto le vesti del fratello. Cristobal vedica così la morte della madre e del prete che lo aveva allevato, eredita il titolo di marchese e salpa per la Spagna al fianco della sua amata.

## Edizioni
- Gary Jennings, Il Sangue dell'Azteco, collana La Scala, traduzione di Alessandra Emma Giagheddu, Rizzoli, 2002, ISBN 88-17-87022-6.
- Gary Jennings, Il sangue dell'azteco, collana BUR Best BUR, traduzione di Alessandra Emma Giagheddu, Rizzoli, 8 ottobre 2003,  p. 931, ISBN 9788817108157.
- Gary Jennings, Il sangue dell'azteco, collana BUR Best BUR, traduzione di Alessandra Emma Giagheddu, Rizzoli, 16 novembre 2018,  p. 930, ISBN 9788817104685.